# St. Trinitatis (Klettbach)

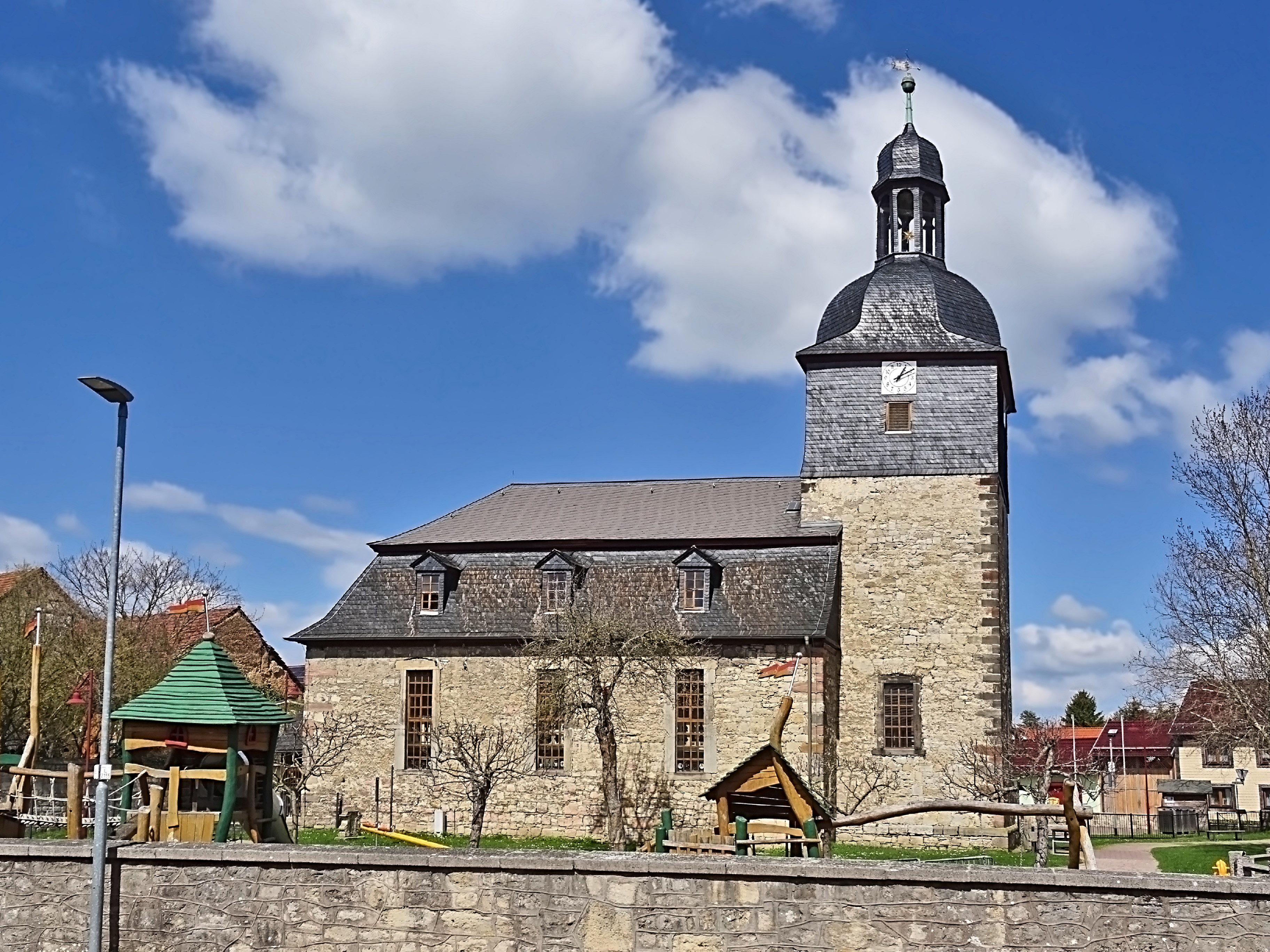
St. Trinitatis

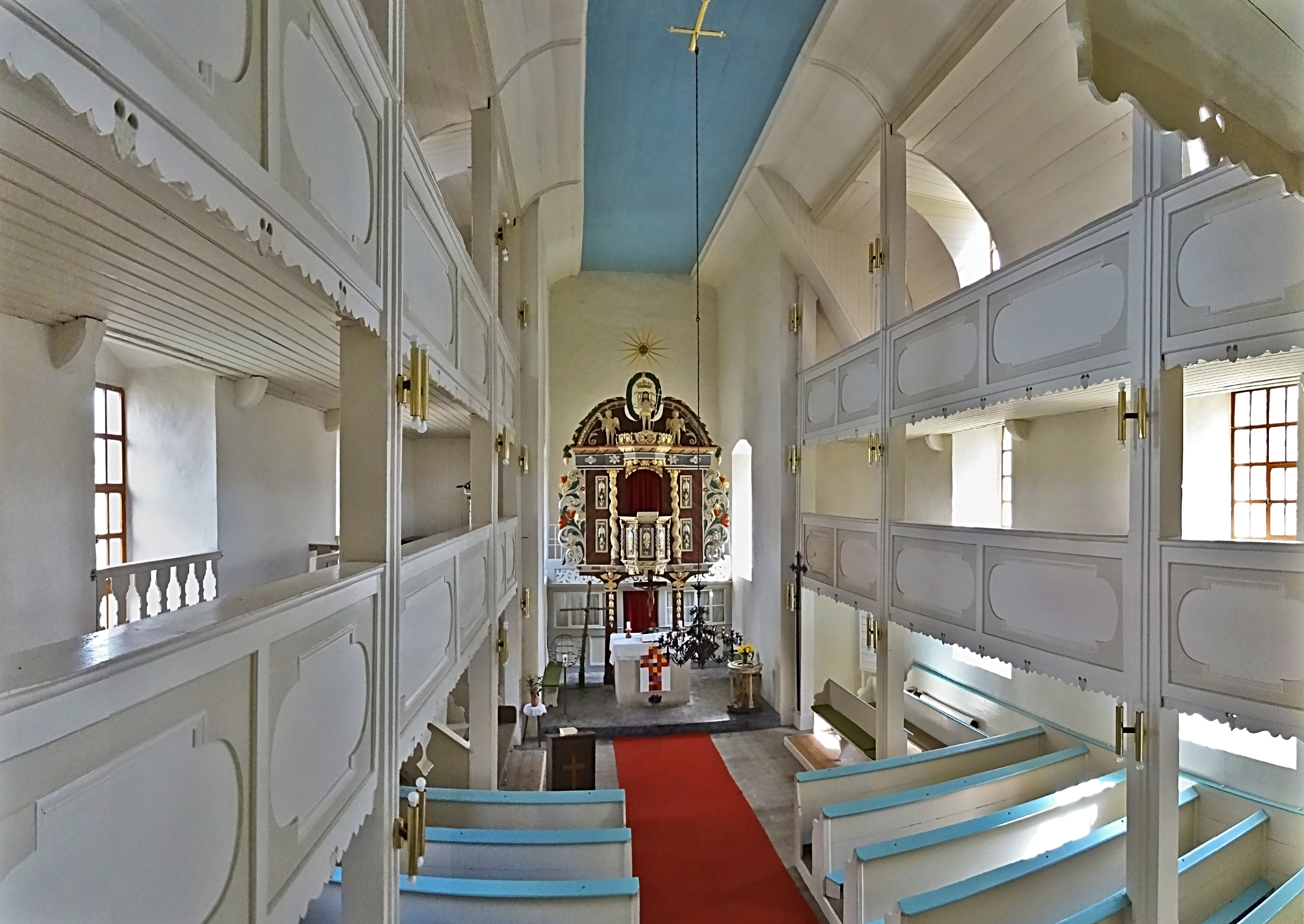
Innenansicht mit Kanzelaltar

Die evangelische Dorfkirche St. Trinitatis steht in der Gemeinde Klettbach im Landkreis Weimarer Land in Thüringen. Sie gehört zum Kirchengemeindeverband Klettbach im Kirchenkreis Weimar der Evangelischen Kirche in Mitteldeutschland. Die Kirche befindet sich südlich im Rundlingsdorf.

## Geschichte und Architektur
Die ursprüngliche gotische Kirche, von der nur noch eine spitzbogige Sakramentennische im Chorraum erhalten ist, wurde 1721–1724 in barockem Stil umgebaut. Das Mansarddach sowie der Kirchturm mit Haube und offener Laterne stammen aus diesem Umbau. Das Innere der Kirche und der Altar wurden in den Jahren 2008–2009 restauriert.
Die Kirche besteht aus einem rechteckigen Kirchenschiff mit Mansarddach und einem Chorturm mit Eckquaderung und geschweifter Haube und Laterne. An der Westseite ist ein überdachter Emporenaufgang angeordnet. Geohrte, profilierte Rechteckfenster erhellen das Innere. Das Innere wird durch eine Holztonne und eine umlaufende, doppelte Empore geprägt.
Der Kirchenraum ist eine Emporenhalle mit zwei Emporengeschossen an drei Seiten. Das Mittelschiff hat eine Muldendecke.  Die ebenfalls hölzernen Halbtonnen über den Seitenschiffen sind von Gauben unterbrochen. Die vom Boden bis zu schwach ausgeprägten Unterzügen an der Decke reichenden Holzpfeiler haben weder Kapitelle noch Kopfbügen und unterbrechen die Brüstungen der Emporen.

## Ausstattung
Der Kanzelaltar stammt aus dem Jahr 1725. Das hölzerne Taufbecken wurden ebenfalls im 18. Jahrhundert geschaffen. Altar und Kanzel wurden im Jahr 1901 übermalt.

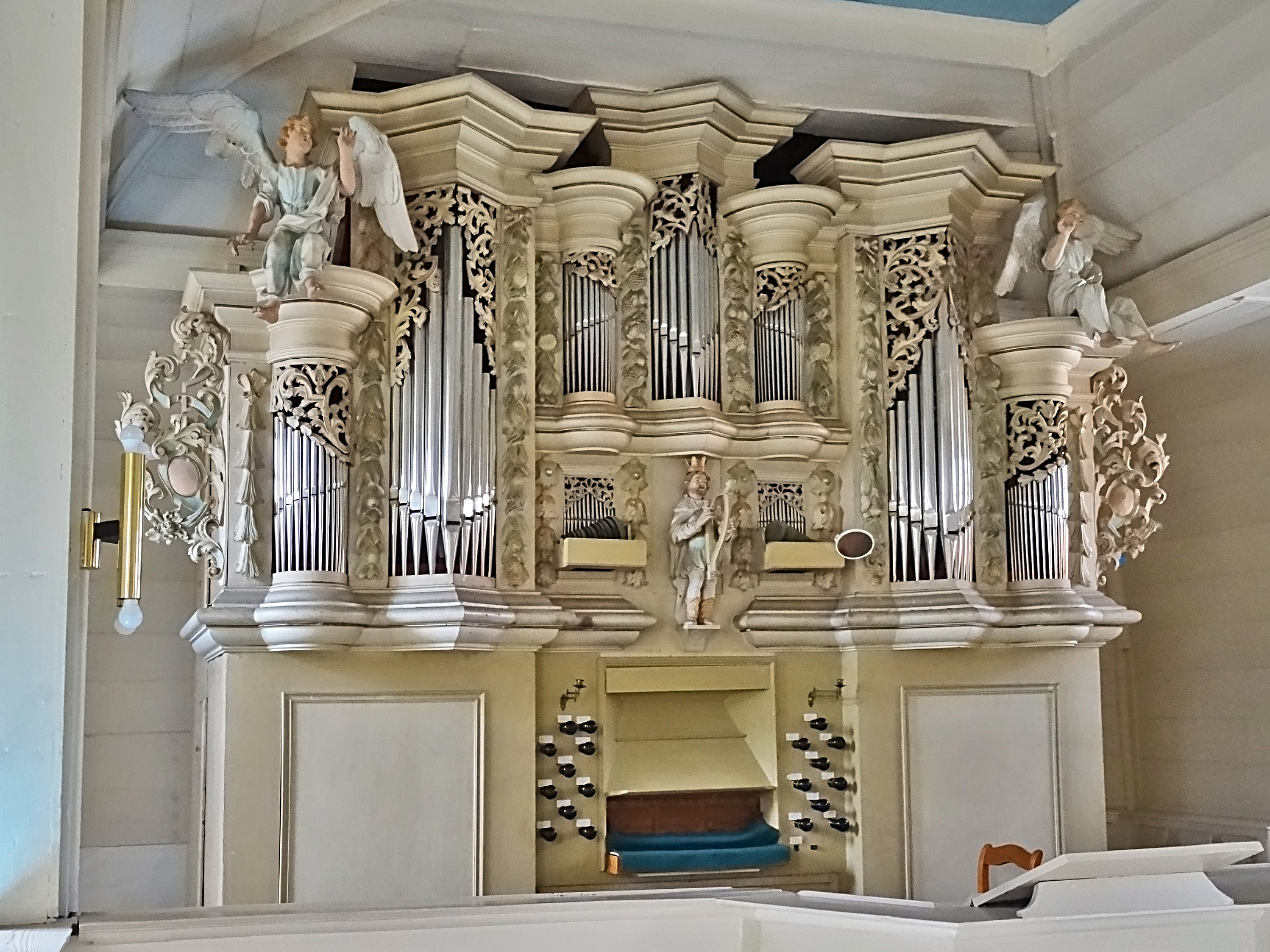
Schröter-Orgel

### Orgel

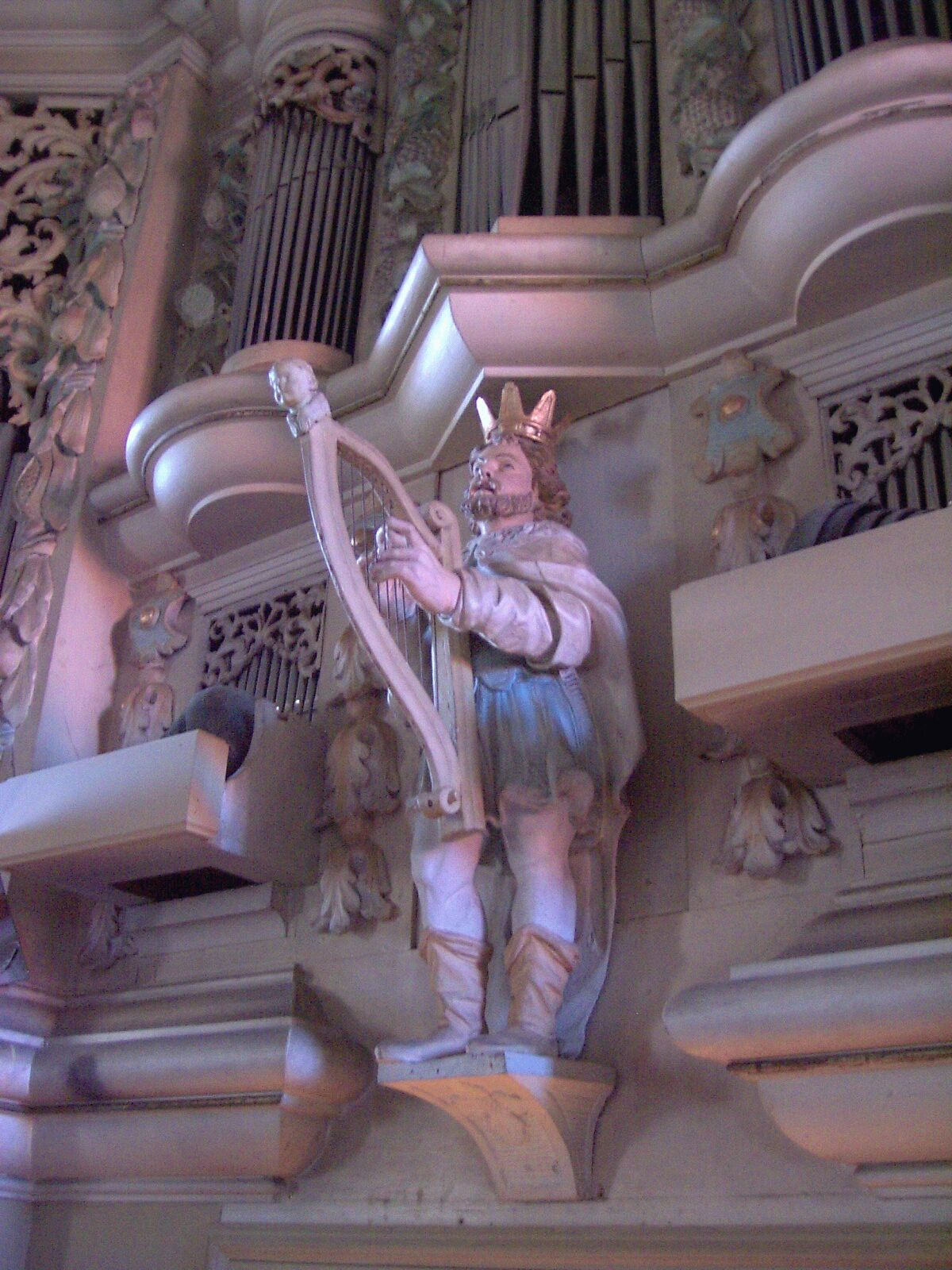
Detail: David

Die Orgel wurde im Jahr 1725 von Johann Georg Schröter erbaut und 1993 durch die Firma Hey Orgelbau restauriert. Sie hat einen reich verzierten, siebentürmigen Prospekt mit seitlichen Posaunenengeln und König David mit der Harfe und enthält 16 Register auf zwei Manualen und Pedal. Sie hat noch in vielen Registern den ursprünglichen Pfeifenbestand mit Ausnahme der Prospektpfeifen bewahrt. Die Disposition lautet:
| I Haupt Manual CD–c3 |    |           |
| Gambe                | 8′ |           |
| Gemshorn             | 8′ |           |
| Quintatön            | 8′ |           |
| Principal            | 4′ | 1993      |
| Flöte                | 4′ | 1822/1993 |
| Quinte               | 3′ |           |
| Octave               | 2′ |           |
| Mixtur IV            |    | 1725/1993 |

| II Oberwerk CD–c3 |    |      |
| Gedackt           | 8′ |      |
| Gemshorn          | 4′ |      |
| Gedackt           | 4′ |      |
| Octave            | 2′ | 1993 |
| Mixtur II         |    | 1993 |
| Glockenspiel      |    | ab h |

| Pedal CD–c1 |     |
| Subbaß      | 16′ |
| Octavbaß    | 8′  |
| Posaune     | 16′ |

- Koppeln: Manualkoppel, Pedalkoppel
- Tremulant

### Im Turm
Die 1921 von Christian Stoermer (Erfurt) gegossene Bronzeglocke wird von zwei Eisenhartgussglocken der Firma Schilling und Lattermann (Apolda & Morgenröthe) umrahmt.
Im Turm arbeitet zuverlässig das Turmuhrwerk von Bernhard und Karl Saam (Themar 1950), von Steffen Willing (Gräfenhain) denkmalgerecht restauriert und umgerüstet.
In der Turmlaterne übernimmt die 1596 von Melchior Moering[k] (Erfurt) gegossene Bronzeglocke den Stundenschlag, während eine Gussstahlglocke des Bochumer Vereins Gussstahlfabrik (Bochum) den Viertelstundenschlag beisteuert.